# جورج آگویلار کاواز
جورج آگویلار کاواز (انگلیسی: Jorge Cauz؛ زادهٔ ۱ ژانویهٔ ۱۹۶۶) کارآفرین و مدیر ارشد اجرایی اهل ایالات متحده آمریکا است، که بعنوان مدیرعامل شرکت دانشنامه بریتانیکا فعالیت می‌کند.